# Botaničeskaja (metropolitana di Ekaterinburg)
La stazione di Botaničeskaja (Ботаническая) è una stazione della metropolitana di Ekaterinburg, capolinea meridionale della linea 1.

## Storia
La stazione di Botaničeskaja venne attivata il 28 novembre 2011, contemporaneamente alla tratta da Geologičeskaja a Botaničeskaja della linea 1.

## Strutture e impianti
Si tratta di una stazione sotterranea, con due binari – uno per ogni senso di marcia – serviti da una banchina ad isola.